# إيفان ماركانو

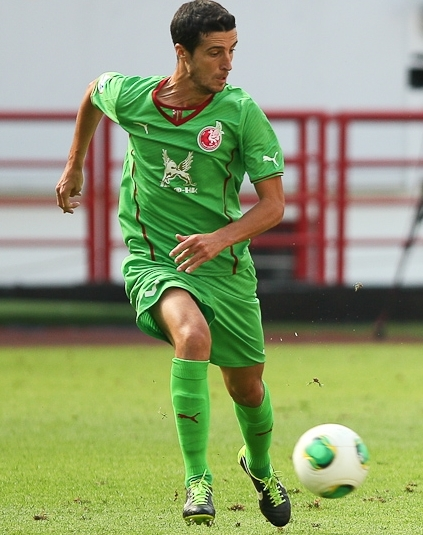

إيفان ماركانو (بالإسبانية: Iván Marcano)‏ (مواليد 23 يونيو 1987 في سانتاندير - إسبانيا) لاعب كرة قدم إسباني يلعب حاليا لصالح نادي الدرجة الأولى خيتافي الإسباني منذ 2010 في مركز قلب الدفاع كما يجيد اللعب في مركز الظهير الأيسر .

## روابط خارجية
- إيفان ماركانو على موقع الاتحاد الأوربي (الإنجليزية)
- إيفان ماركانو على موقع قاعدة بيانات كرة القدم.إي يو (الإنجليزية)
- إيفان ماركانو على موقع Soccerbase.com (لاعب) (الإنجليزية)
- إيفان ماركانو على موقع Soccerway.com (الإنجليزية)
- إيفان ماركانو على موقع عالم كرة القدم.نت (الإنجليزية)
- إيفان ماركانو على موقع كووورة
- إيفان ماركانو على موقع AS.com (الإسبانية)